# Anita Krohn Traaseth
Anita Krohn Traaseth (Sandefjord, 16 de diciembre de 1971) es una ejecutiva y autora de negocios noruega. En septiembre de 2014 fue nombrada directora ejecutiva de Innovation Norway, el instrumento oficial del gobierno noruego para la innovación y el desarrollo de empresas e industrias noruegas. Es exdirectora gerente de Hewlett-Packard Norway. Vive en Oslo. 

## Carrera
Krohn Traaseth comenzó su carrera en 1996 como aprendiz en IBM Norge. En 2009 se unió a la división noruega de Hewlett-Packard (HP) y en 2012 se convirtió en la primera directora gerente femenina que dirige un país en Escandinavia para HP. Fue ex CEO de la empresa comercializadora Simula Innovation y también fue directora de estrategia en DNV Software entre 2002-2005. Ha sido miembro de la junta de KLP y desde 2013 fue elegida Presidenta del Consejo de Mujeres de HP EMEA (Europa, Medio Oriente, África).
Krohn Traaseth se hizo conocida por el público noruego cuando publicó su solicitud para el puesto de MD de HP Norway en su blog de liderazgo privado Tinteguri (establecido en 2012). Ella se inspira en John Kotter e implementa sus ocho pasos para la transformación en todas las tareas operativas. En 2003,  fue votada como una de las mejores jóvenes talentos empresariales en Noruega, clasificada entre las 40 principales potencialidades líderes en negocios, política y ciencia en Noruega 2009 y recibió los premios a la mejor líder femenina en la industria de las TIC en Noruega 2012, premios Oda. En 2013 recibió el Premio a la Personalidad del Año en Redes Sociales de Kampanje. 
Krohn Traaseth ha sido respaldada por una variedad de mentores internacionales y de notación, uno de los más conocidos es Harald Norvik, quien desde 2002 ha estado compartiendo consejos.
Traaseth es activa y visible en el entorno empresarial noruego con una red extendida, membresías en la junta y presentaciones externas. Su participación externa en el debate público cubre áreas centrales dentro de la innovación, la digitalización y los desafíos de liderazgo de la próxima generación. 

## Libros
En marzo de 2014, Krohn Traaseth publicó su primer libro "Godt nok para de svina"; y fue publicado en inglés como Good Enough for the 'Bastards' en agosto de ese año.